# Sam Billings
Samuel William Billings (* 15. Juni 1991 in Pembury, Vereinigtes Königreich) ist ein englischer Cricketspieler, der seit 2015 für die englische Nationalmannschaft spielt.

## Kindheit und Ausbildung
In seiner Jugend war Billings in zahlreichen Sportarten aktiv. Neben Squash, Tennis und Rugby spielte er Fußball und lehnte dort ein Probetraining mit dem U14-Team von Tottenham Hotspur ab um eine Tour mit dem Cricket-Team von South England nach Bangladesch zu absolvieren. Nachdem er bei einem Rugby-Spiel in der Schule im Krankenhaus landete, konzentrierte er sich vollkommen auf Cricket.

## Aktive Karriere
Seit 2011 spielte Billings für Kent im nationalen englischen Cricket. Ab 2013 konnte er sich dort im Twenty20-Team etablieren, als er sich gegen Geraint Jones durchsetzte. In der Vorbereitung für den Cricket World Cup 2015 befand er sich im erweiterten Kader der englischen Mannschaft. Sein Debüt im Twenty20- und ODI-Cricket gab er im Juni 2015 gegen Neuseeland. Zunächst spielte er vorwiegend im Twenty20-Team. Im November gelangen ihm gegen Pakistan ein Fifty über 53 Runs und wurde dafür als Spieler des Spiels ausgezeichnet. Im weiteren Saisonverlauf spielte er unter anderem für die England Lions. Auch spielte er für die Islamabad United in der Pakistan Super League 2016 und erhielt einen Vertrag mit den Delhi Daredevils in der Indian Premier League 2016. In der Saison 2016/17 erzielte er in den ODI-Serie in Bangladesch und in den West Indies jeweils ein Fifty. Auch erhielt er einen Vertrag mit den Sydney Sixers in der Big Bash League 2016/17. Zwar war er im Sommer im Kader bei der ICC Champions Trophy 2017, kam jedoch nicht zum Einsatz und hatte auch sonst Probleme sich im Team durchzusetzen.
Daher spielte er vorwiegend im nationalen Cricket in England und Twenty20-Ligen in der Welt. So wurde er von den Chennai Super Kings für die Indian Premier League 2018 verpflichtet und in Kent wurde er nach dem Abschied von Sam Northeast zum Kapitän befördert. Bei den vereinzelten Einsätzen im Nationalteam erreichte er in der Twenty20-Serie in den West Indies im März 2019 ein Fifty über 87 Runs und wurde dabei als Spieler des Spiels ausgezeichnet. Im April kugelte er sich die Schulter aus und musste operiert werden, womit er für mehrere Monate ausfiel. Damit verpasste er den Kader für den Cricket World Cup 2019. Bei der Tour in Neuseeland im November 2019 wurde er als Vize-Kapitän des Twenty20-Teams berufen. Doch legte er eine Pause ein, als er kurz darauf für die Kader bei der Tour in Südafrika keine Berücksichtigung fand. Im Sommer 2020 kam er wieder ins Team zurück. In der ODI-Serie gegen Irland erzielte er ein Fifty über 67* Runs. Sein erstes internationales Century erreichte er im September gegen Australien, als ihm 118 Runs aus 110 Bällen gelangen. Im weiteren Verlauf der Serie kam noch ein Fifty über 57 Runs hinzu.
Nachdem er während 2021 zunächst eher am Rande des englischen Kaders stand, folgte die Nominierung für den ICC Men’s T20 World Cup 2021, wobei er aber nur bei einem Spiel zum Einsatz kam. Zu Beginn des Jahres 2022 gab er sein Test-Debüt Ashes Tour in Australien. Wieder erhielt er nicht viele Einsätze über das Jahr und wurde auch nicht für den ICC Men’s T20 World Cup 2022 nominiert. Nach dem Turnier erzielte er in der ODI-Serie in Australien ein Fifty über 71 Runs.